# Цистична фиброза
Цистична фиброза (ЦФ) или муковисцидоза је генетски поремећај који се наслеђује аутозомно рецесивно и највише ремети функцију дисања, али се јављају и поремећаји функције панкреаса, јетре и црева. Најчешће доводи до честих запаљења и инсуфицијенције плућа и панкреаса. Други симптоми могу бити инфекције синуса, слабији раст и развој и инфертилитет услед зачепљења семеновода. Карактерише се абнормалним транспортом хлорида и натријума преко епитела, доводећи до појаве густог вискозног секрета.
Узрок ЦФ је мутација гена за протеин-цистично фиброзним регулатором трансмембранске проводности (енгл. CFTR). Овај протеин је потребан за регулацију састава зноја, дигестивних течности и мукуса. CFTR регулише пренос хлоридних и натријумових јона преко епителних мембрана, као што су алвеоларни епител који се налази у плућима. Већина људи без ЦФ имају две радне копије CFTR гена, и обе копије морају недостајати да би се развила ЦФ, услед рецесивне природе овог поремећаја. ЦФ настаје када ниједна копија не функционише нормално (услед мутације) и стога се наслеђује аутозомно рецесивно.

## Клиничка слика
Поремећаји се могу јавити у широком обиму почев од инфертилитета све до тешких болести плућа и панкреаса. 
- Први симптом ове болести може се јавити на самом рођењу, када је прва столица-мекониум, јако густа што може изазвати опструкцију цревне пасаже-илеус. Мекониум илеус се среће код око 10% оболелих од цистичне фиброзе.
- Карактеристичне су промене на плућима, где се врло често јављају тешка запаљења плућа изазвана врло отпорним бактеријама као нпр. псеудомонас (лат. Pseudomonas aerigunosa), стенотрофомонас (лат. Stenotrophomonas maltophilia) идр.

Јавља се и хронични бронхитис, бронхиектазија...
- Оваква запаљења се јављају и на горњим респираторним путевима: синузитис, полипи носне слузокоже...
- У гастроинтестиналном тракту најчешће је оболео панкреас. У почетку је поремећена његова егзокрина функција, а касније и ендокрина, па се може јавити и дијабетес.

Услед поремећене егзокрине функције јављају се проблеми са варењем у смислу масне столице, лоша ресорпција у цревима...
Може се јавити и хепатитис, а касније и цироза јетре.
- Стерилитет услед запушења семених каналића је продукција сперме смањена (азооспермија).
- Губитак тежине и заостајање у расту...

## Узрок
Узрок цистичне фиброзе је тачкаста мутација на хромозому 7 у локусу q21-22. Описано је преко 1000 мутација на овом месту. Најчешћа је δФ508 мутација, која се јавља у око 75% случајева. Последица ове мутације је дефект на протеину који регулише транспорт јона хлора кроз ћелијску мембрану. То је у ствари један канал за јоне хлора. Овај протеин је назван трансмембрански регулатор цистичне фиброзе (ТРЦФ). 
Због овог дефекта је секрет који продукују разне жлезде врло густ и лако доводи до запушења изводних канала ових жлезда нпр. панкреаса или знојних жлезда. Како знојне жлезде продукују секрет-зној који је врло богат јонима хлора, јер се хлор не ресорбује због дефекта хлоридних канала, то се мерењем концентрације хлора у зноју може дијагностиковати цистична фиброза.
Такође појава горе поменутих бактерија у респираторном систему је један од знакова ове болести.

## Компликације
- респираторна инсуфицијенција
- хематоптизија
- пнеумоторакс
- алергијске болести респираторног тракта
- дијабетес
- цироза јетре